# A Ferencvárosi TC 1915-ös őszi szezonja
A Ferencvárosi TC 1915-ös őszi szezonja szócikk a Ferencvárosi TC első számú férfi labdarúgócsapatának egy szezonjáról szól. A klub ekkor 16 éves volt.

## Mérkőzések
| Színmagyarázat | Színmagyarázat |
| -------------- | -------------- |
|                | Győzelem.      |
|                | Döntetlen.     |
|                | Vereség.       |

Hadikupa
| 1915. szeptember 6. |

| Ferencváros                | 3 – 1       | III. Kerületi TVE |
| -------------------------- | ----------- | ----------------- |
| Payer Tóth Potya Schlosser | Jegyzőkönyv |                   |

| Üllői út, Budapest |

| 1915. szeptember 12. |

| Ferencváros                                 | 9 – 3       | Magyar AC |
| ------------------------------------------- | ----------- | --------- |
| Binder Tóth Potya Weisz Schlosser Payer ög' | Jegyzőkönyv |           |

| Üllői út, Budapest |

| 1915. szeptember 26. |

| MTK | 3 – 1       | Ferencváros |
| --- | ----------- | ----------- |
|     | Jegyzőkönyv | Tóth Potya  |

| Hungária körút, Budapest |

| 1915. október 10. |

| Ferencváros | 1 – 2       | Törekvés SE |
| ----------- | ----------- | ----------- |
| Binder      | Jegyzőkönyv |             |

| Üllői út, Budapest |

- A mérkőzés félbeszakadt. Az október 31-i folytatásban már nem volt gól.

| 1915. október 17. |

| Ferencváros                       | 5 – 1       | Budapesti TC |
| --------------------------------- | ----------- | ------------ |
| Binder Weisz Tóth Potya Schlosser | Jegyzőkönyv |              |

| Üllői út, Budapest |

| 1915. október 24. |

| Ferencváros | 3 – 1               | 33 FC |
| ----------- | ------------------- | ----- |
| Schlosser   | (1 – 1) Jegyzőkönyv |       |

| Üllői út, Budapest |

| 1915. november 14. |

| Ferencváros          | 4 – 1               | Budapesti AK |
| -------------------- | ------------------- | ------------ |
| Binder Puskás Borbás | (2 – 0) Jegyzőkönyv |              |

| Üllői út, Budapest |

| 1915. november 21. |

| Ferencváros                     | 5 – 0       | Kispest |
| ------------------------------- | ----------- | ------- |
| Tóth Potya Puskás Egyházi Payer | Jegyzőkönyv |         |

| Üllői út, Budapest |

| 1915. november 28. |

| Ferencváros | 2 – 0       | KAOE |
| ----------- | ----------- | ---- |
| Hegyi       | Jegyzőkönyv |      |

| Üllői út, Budapest |

| 1915. december 5. |

| Ferencváros        | 4 – 1       | Újpest |
| ------------------ | ----------- | ------ |
| Binder Payer Hegyi | Jegyzőkönyv |        |

| Üllői út, Budapest |

| 1915. december 12. |

| Ferencváros | 1 – 1       | Fővárosi TK |
| ----------- | ----------- | ----------- |
| Farkas      | Jegyzőkönyv |             |

| Üllői út, Budapest |

Egyéb mérkőzések
| 1915. október 19. |

| Ferencváros | 1 – 1       | Rapid Wien |
| ----------- | ----------- | ---------- |
| Schlosser   | Jegyzőkönyv |            |

| Üllői út, Budapest |

- A mérkőzés félbeszakadt.

| 1915. október 3. |

| Ferencváros, MTK vegyes | 4 – 2       | Wiener SC |
| ----------------------- | ----------- | --------- |
| Binder Schaffer         | Jegyzőkönyv |           |

| Üllői út, Budapest |

## Külső hivatkozások
- A csapat hivatalos honlapja (magyarul)
- Az 1915-ös őszi szezon menetrendje a tempofradi.hu-n (magyarul)